# Brooksiella
Brooksiella is een geslacht van insecten uit de familie van de drekvliegen (Scathophagidae), die tot de orde tweevleugeligen (Diptera) behoort.

## Soort
- B. varicornis (Curran, 1927)